# I Want You (Rock Runt Riket 1987)
I Want You è un singolo split dell'artista svedese Eva Dahlgren, del gruppo svedese Ratata e del duo svedese Roxette, pubblicato nel 1987.
Il brano I Want You è stato scritto da Eva Dahlgren, Per Gessle e Marie Fredriksson (Roxette), Mauro Scocco e Johan Ekelund (Ratata), ed Anders Glenmark, in supporto al tour "Rock Runt Riket" del 1987.

## Tracce
7" (The Record Station/TATI 7))
- Lato A

1. I Want You – 4:37 (Eva Dahlgren, Per Gessle, Marie Fredriksson, Mauro Scocco, Johan Ekelund, Anders Glenmark)

- Lato B

1. I Want You – 3:30 (Eva Dahlgren, Per Gessle, Marie Fredriksson, Mauro Scocco, Johan Ekelund, Anders Glenmark) – Digital Lägereldmix

## Formazione

### Gruppo
- Eva Dahlgren - voce
- Johan Ekelund (Ratata) - voce
- Marie Fredriksson (Roxette) - voce
- Per Gessle (Roxette) - voce
- Mauro Scocco (Ratata) - voce

### Altri musicisti
- Matts Alsberg - basso
- Per "Pelle" Alsing - batteria
- Henrik Janson - chitarra elettrica
- Clarence Öfwerman - tastiere

## Produzione
- Prodotto da Anders Glennmark